# Nyakaledonienspringhöna
Nyakaledonienspringhöna (Turnix novaecaledoniae) är en nyligen urskild men möjligen utdöd fågelart i familjen springhöns inom ordningen vadarfåglar.

## Utbredning och systematik
Fågeln förekommer enbart på Nya Kaledonien. Den behandlades tidigare som underart till brokspringhöna (Turnix varius) men urskiljs allt oftare som egen art.

Nya Kaledoniens läge i regionen.

## Status
IUCN kategoriserar den som akut hotad, möjligen utdöd.